# Fie Udby Erichsen
Fie Udby Erichsen, född den 23 april 1985 i Hobro i Danmark, är en dansk roddare.
Hon tog OS-silver i singelsculler i samband med de olympiska roddtävlingarna 2012 i London.